# Самбо
Самбо (рус. са́мбо; самоодбрана без оружја, рус. сам(ооборона) б(ез) о(ружия)) је руска (совјетска) борилачка вештина. Настала је у Совјетском Савезу 20-их година 20. века спајањем традиционалних, народних, борилачких вештина са џудоом и џијуџицуом.
Василиј Ошчепков (7. јануар 1893 — 10. октобар 1938) је био истраживач различитих врста националног рвања и борилачких вештина. Био је рангиран као заслужни мајстор спорта СССР-а и заслужни тренер СССР-а, сматра се једним од оснивача самбоа.
Анатолиј Харлампијев (29. октобар 1906 – 16. април 1979) је био руски истраживач разних врста националног рвања и борилачких вештина, заслужни мајстор спорта СССР-а и заслужни спортски тренер СССР-а. Био је један од оснивача самбоа. Харлампијев је радио као тренер физичког васпитања на Комунистичком универзитету радника Истока, а такође је био студент бокса, мачевања, акробатике и планинарства. Године 1938. Харлампијев је представио самбо Свесавезном спортском комитету СССР-а, који је признао борилачку вештину као званични спорт
Виктор Спиридонов (20. децембар 1882 — 9. септембар 1944) је био истраживач разних врста рвања и борилачких вештина, заслужни мајстор спорта СССР-а и заслужни тренер СССР-а. Био је један од оснивача самбоа.
Творци самбоа желели су да створе борилачку вештину која се брзо и лако учи, при чему би се традиционалне далекоисточне борилачке вештине комбиновале са модерним научним сазнањима. Највећу корист од самбоа требало је да имају војска и полиција (за војску постоји посебна верзија - борилачки самбо, руски боевое самбо, енгл. combat sambo). Са распадом Совјетског Савеза, упркос чињеници да су многи учитељи ове вештине емигрирали, дошло је до пораста популарности самбоа, будући да је та, до тада тајна вештина, напокон могла да се јавно презентује.
Самбо се потврдио и у ултимет фајту, где се показало да се самбо-борци тешко могу победити. Светски првак у алтимет фајту за 2005. годину је самбо-борац Фјодор Јемаљаненко.

## Врсте самбоа
Самбо се данас дели на:
- спортски самбо (спортивное самбо или борьба самбо) је цивилна, спортска варијанта самбоа слична џудоу.
- самбо за самоодбрану је цивилна варијанта са тежиштем на самоодбрани, са техникама сродним џијуџицу и аикидоу. Обично се тренира заједно са спортским самбо.
- борилачки самбо (боевое самбо) је намењен војсци и користи поред класичног самбоа исто разне технике из каратеа и других борилачких вештина, те даље и технике са оружјем. Борбени самбо. Коришћен и развијен за војску, борбени самбо подсећа на модерне мешовите борилачке вештине, укључујући облике ударања и хватања. Борбени самбо дозвољава ударце рукама, ногама, лактовима и коленима, као и , ударце главом и препоне, поред бацања, држања, гушења и закључавања, осим за ручни зглоб који стоји или лети.] Главна разлика од бразилског џиу-џицуа (БЈЈ), осим техника ударања, јесте да правила и прописи борбеног самбоа не дозвољавају једнострано прибегавање борби на тлу без бацања или других борбених маневара (тј. једноставним седењем и настављањем са земље без додиривања свог противника што БЈЈ дозвољава). У погледу живости, борбени самбо дизајном превазилази АРБ, иако су оба дизајнирана само за борбене ситуације. Такмичари носе јакне као у спортском самбу, али и заштиту за руке, а понекад и заштиту за потколеницу и покривала за главу. Прво ФИАС Светско првенство у борбеном самбоу одржано је 2001. Светска федерација за борбени самбо, са седиштем у Русији, такође санкционише међународне борбене самбо такмичења. Борбени самбо је дизајниран за решавање одређених задатака. Ефикасност ове борилачке вештине одређује њена структура, односно три компоненте: бокс, самбо и адаптери. Адаптере за борбени самбо развио је академик Г. С. Попов. Задатак адаптера је да обезбеде сигуран прелазак са средње удаљености на блиску, као и доследну употребу самбо и бокс техника. Задата конфигурација обезбеђује фузију две борилачке вештине у јединствен систем.
- специјални самбо је релативно млад назив и намењен је специјалним јединицама војске и полиције. Настао је као специјална варијанта борилачког самбоа, технике и комбинације држе се тајно.
- фристајл самбо (енгл. Freestyle-Sambo) је настао у Сједињеним Америчким Државама при чему се понекад назива и америчким самбо. Као цивилна варијанта упражњава поједине технике из борилачког самбоа које се у класичним спортским самбо не тренирају.

## Одећа
Слично рвању, самбо практичар обично носи или црвену или плаву такмичарску одећу. Куртка (куртка), такође названа самбовка (самбовка), изгледа слично џудоги топу и каишу, али има I омче за каиш, нараменице, шорц у рвачком стилу и ципеле које одговарају боји униформе. Самбо униформа не одражава ранг или такмичарски рејтинг. Спортска правила захтевају да спортиста има и црвену и плаву гарнитуру како би визуелно разликовао такмичаре на струњачи.
Такође сличан систему рангирања у рвању који се користи у Русији, користи се такмичарски систем оцењивања (уместо система рангирања по боји појаса који се користи у џудоу и гендаи џижуцу). Различите спортске организације распоређују ове рангове због високог нивоа такмичарских достигнућа или у неким случајевима тренерских заслуга. Људи који су стекли ове чинове су познати као „мајстори спорта“. Институције које дају самбо 'Мастер оф Спорт' у Русији укључују ФИАС, и Међународну федерацију борбеног самбоа. Друге нације такође имају управна тела која додељују награде „мајсторима спорта“, укључујући Америчко самбо удружење у Сједињеним Државама

## Занимљивости
Председник Русије Владимир Путин је у млађим годинама вежбао самбо.

### Познати самбисти
Фјодор Јемаљаненко, 4-струки шампион света у борбеном САМБО-у и седмоструки шампион Русије, заслужни мајстор спорта у САМБО-у, одликован је Орденом за заслуге за отаџбину 2 класе, Орденом Петра Великог 1 класе. Двоструки руски национални џудо бронзани медаља, био је последњи шампион у тешкој категорији  и био је консензус број 1 рангирани у тешкој категорији ММА борац на свету више од седам година и непоражен 10 година у свим ММА.
Кхабиб Нурмагомедов је руски мешовити борилачки уметник. Био је шампион у УФЦ лакој категорији пре него што се пензионисао непоражен. Био је 2 пута светски шампион ВЦСФ самбоа.
Андреј Арловски, бивши УФЦ шампион у тешкој категорији. Био је и јуниорски светски шампион у спортском самбоу, као и освајач сребрне медаље на Светском првенству у самбоу и Светском купу у самбоу.
Волк Хан, шампион СССР-а 1987. и 1988., национални шампион Русије 1987. и 1988., заслужни мајстор спорта СССР-а. Вишеструки шампион Дагестана у рвању слободним стилом. Такође први примарни тренер за руски врхунски тим, тим мешовитих борилачких вештина чији су чланови били Федор Емелианенко, Александар Емелианенко и Сергеј Харитонов
Олег Тактаров, УФЦ 6 шампион, финалиста УФЦ '95 Ултимате Ултимате турнира и глумац.
Сергеј Харитонов, бивши такмичар на ПРИДЕ Фигхтинг Цхампионсхип-у
Алексеј Олејник, украјински мешовити борилачки уметник и такмичар у борбеном самбоу
Гокор Чивичјан је јерменски инструктор џудоа, рвања и самбоа, који борави и предаје у САД.
Крис Долман, шампион Светског купа 1969., Светски шампион 1985. и шампион Светских игара 1985. године. Осмоструки шампион Холандије у џудоу, сребрни европски џудо, четвороструки шампион Бенелукса у рвању грчко-римским стилом.
Благои Иванов, освајач златне медаље у борбеном самбоу у категорији од преко 100 кг на Светском првенству у самбоу 2008. године, са 22 године је победио Фјодора Јемаљаненка.
Ислам Махачев, светски шампион у борбеном самбоу 2016, и тренутно je шампион у лакој категорији Ултимате Фигхтинг Цхампионсхипа.
Вадим Немков актуелни Bellator шампион у полутешкој категорији.